# Bongiovanni (casa discografica)
La Bongiovanni è una casa discografica italiana che produce dischi di musica classica.

## Storia
Fondata a Bologna da Francesco Bongiovanni, la casa musicale è attiva sin dal 1905 nell'ambito delle edizioni musicali a stampa con la pubblicazione di opere di compositori quali Respighi, Zandonai, Alfano, Cimara e Pratella. In seguito, negli anni '70, si è affiancata la produzione discografica specializzata nell'ambito della musica operistica, attività ora portata avanti dal pronipote Andrea Bongiovanni.
Il primo disco realizzato, un concerto dal vivo del soprano Mirella Freni, ha ottenuto nel 1975 un premio da parte della critica italiana. Successivamente si sono aggiunte registrazioni di cantanti lirici come Carlo Bergonzi, Sesto Bruscantini, Renato Bruson, Marilyn Horne, Martine Dupuy, Piero Cappuccilli, Mariella Devia, Giuseppe Giacomini e Maria Dragoni. 
Il catalogo comprende oltre 700 dischi, molti dei quali sono opere e recital di rara esecuzione o inedite. Recentemente è stata attivata anche la produzione di titoli di musica operistica in DVD.
La Bongiovanni possiede anche un negozio musicale sito nel centro della città di Bologna.